# Il club delle promesse
Il club delle promesse (Au secours, j'ai trente ans !) è un film del 2004 diretto da Marie-Anne Chazel.
Il film, adattamento cinematografico del romanzo Last Chance Saloon (1999) di Marian Keyes, è uscito nelle sale italiane il 19 novembre 2004.

## Trama
Yann, Kathy e Tara passano insieme un'infanzia felice e serena, instaurando una grande amicizia. Si ritrovano poi a Parigi alla soglia dei trent'anni, con vari problemi, sentimentali e di relazioni sociali. La malattia che colpisce Yann metterà a dura prova il loro legame ma l'amicizia di fondo li troverà uniti più di prima.